# The Sacrifice (film 1916)
The Sacrifice è un cortometraggio muto del 1916 diretto da Frank Beal. Prodotto dalla Selig Polyscope Company e sceneggiato da Gilson Willets, il film aveva come interpreti Eugenie Besserer, Harry De Vere, Guy Oliver, Harry Mestayer, Anna Luther.

## Trama
Scoppia la guerra e Archer e Warrington rispondono alla chiamata alle armi arruolandosi. Warrington lascia a casa la moglie e il piccolo Jerry. Passa il tempo, e nessuna sua comunicazione giunge più a casa. Quando Archer ritorna, invalido dopo un'azione di guerra, porta con sé la notizia che Warrington è morto, perdendo la vita in combattimento. La moglie adesso vive solo per il piccolo Jerry, sforzandosi di instillare in lui l'orrore della guerra.

Ormai Jerry è un uomo adulto, innamorato di Mercy, la figlia di Archer. Ancora una volta le coste del suo paese sono attaccate e lui decide di arruolarsi, sapendo anche di dare un grande dolore alla madre che ha cercato in ogni modo di tenergli nascosta quella notizia. Anche Mercy si arruola, nel corpo della Croce Rossa. Durante la battaglia, Jerry viene colpito. Ormai morente, spira nell'ospedale da campo tra le braccia dell'amata Mercy.

Tornata a casa, Mercy, accompagnata da suo padre, rivede la signora Warrington alla quale dà la terribile notizia della morte del suo unico figlio. La guerra non è solo sui campi di battaglia, ma vive anche nella sofferenza delle madri, delle spose e delle fidanzate.

## Produzione
Il film fu prodotto dalla Selig Polyscope Company.

## Distribuzione
Distribuito dalla General Film Company, il film - un cortometraggio in tre bobine - uscì nelle sale cinematografiche statunitensi il 26 giugno 1916.